# Torrecitas
Torrecitas är en ort i Mexiko.   Den ligger i kommunen Tierra Blanca och delstaten Guanajuato, i den centrala delen av landet, 210 km nordväst om huvudstaden Mexico City. Torrecitas ligger 1 801 meter över havet och antalet invånare är 597.
Terrängen runt Torrecitas är huvudsakligen kuperad. Torrecitas ligger nere i en dal. Runt Torrecitas är det ganska glesbefolkat, med 34 invånare per kvadratkilometer. Närmaste större samhälle är Doctor Mora, 14,0 km nordväst om Torrecitas. Trakten runt Torrecitas består i huvudsak av gräsmarker.